# 56. Berlini Nemzetközi Filmfesztivál
Az 56. Berlini Nemzetközi Filmfesztivál 2006. február 9. és 19. között rendezték meg, a nyitófilm Marc Evanstől a Hósüti, míg a zárófilm Sam Peckinpahtól a Pat Garrett és Billy, a kölyök volt. A fesztivál zsűrielnöke Charlotte Rampling brit színésznő volt. Az Arany Medve díjat Jasmila Žbanić filmje, a Szerelmem, Szarajevó nyerte. A fesztivál retrospektív programmja Dream Girls. Film Stars in the 1950s címen futott és az 1950-es évek népszerű filmszínésznőinek volt dedikálva.
Az ezévi fesztiválra több mint 186 ezer jegyet adtak el, többek közt 3000 újságíró vett részt rajta 120 országból.

## Zsűri
Az alábbi emberek voltak a fesztivál zsűrijének tagjai:

### Filmek
- Charlotte Rampling, brit színésznő - Zsűrielnök
- Matthew Barney, amerikai rendező és művész
- Yash Chopra, indiai rendező és producer
- Marleen Gorris, holland filmkészítő
- Janusz Kamiński, lengyel vezető operatőr
- Armin Mueller-Stahl, német színész
- Fred Roos, amerikai producer
- Lee Young-ae, dél-koreai színésznő

### Elsőfilmes produkciók
- Valentina Cervi, olasz színésznő
- Goran Paskaljević, szerb rendező
- Hans Weingartner, osztrák rendező és producer

### Rövidfilmek
- Mariela Besuievsky, spanyol producer
- Florian Gallenberger, német rendező és forgatókönyvíró
- Jung-Wan Oh, dél-koreai producer

## Versenyben lévő filmek
Az alábbi filmek voltak versenyben az Arany Medve- és az Ezüst Medve-díjakért:
| Magyar cím           | Eredeti cím              | Rendező                              | Ország                                         |
| -------------------- | ------------------------ | ------------------------------------ | ---------------------------------------------- |
| Az utolsó adás       | A Prairie Home Companion | Robert Altman                        | Amerikai Egyesült Államok                      |
| Elemi részecskék     | Elementarteilchen        | Oskar Roehler                        | Németország                                    |
| Candy                | Candy                    | Neil Armfield                        | Ausztrália                                     |
| Titkos állami ügyek  | L'ivresse du pouvoir     | Claude Chabrol                       | Franciaország, Németország                     |
| A szabad akarat      | Der freie Wille          | Matthias Glasner                     | Németország                                    |
| Védd magad!          | Find Me Guilty           | Sidney Lumet                         | Amerikai Egyesült Államok                      |
| Szerelmem, Szarajevó | Grbavica                 | Jasmila Žbanić                       | Ausztria, Bosznia-Hercegovina, Németország     |
| Zemestan Ast         | Zemestan Ast             | Rafi Pitts                           | Irán                                           |
| Láthatatlan hullámok | คำพิพากษาของมหาสมุทร       | Pen-Ek Ratanaruang                   | Hollandia, Thaiföld, Hongkong                  |
| Yi sa bui lai        | 伊莎貝拉                 | Pang Ho-cheung                       | Hongkong, Kína                                 |
| Vágyakozás           | Sehnsucht                | Valeska Grisebach                    | Németország                                    |
| Az árnyék            | El custodio              | Rodrigo Moreno                       | Argentína, Franciaország, Németország          |
| Pályán kívül         | آفساید                   | Jafar Panahi                         | Irán                                           |
| Requiem egy lányért  | Requiem                  | Hans-Christian Schmid                | Németország                                    |
| Guantanamo           | The Road to Guantanamo   | Michael Winterbottom, Mat Whitecross | Egyesült Királyság                             |
| Bűnügyi regény       | Romanzo Criminale        | Michele Placido                      | Olaszország, Egyesült Királyság, Franciaország |
| Szappanopera         | En Soap                  | Pernille Fischer Christensen         | Dánia, Svédország                              |
| Nyomortúra           | Slumming                 | Michael Glawogger                    | Ausztria, Svájc                                |
| Hósüti (nyitófilm)   | Snow Cake                | Marc Evans                           | Egyesült Királyság, Kanada                     |

## Győztesek
- Arany Medve: Szerelmem, Szarajevó (Jasmila Žbanić)
- Ezüst Medve díj a legjobb színésznek: Moritz Bleibtreu (Elemi részecskék)
- Ezüst Medve díj a legjobb színésznőnek: Sandra Hüller (Requiem egy lányért)
- Ezüst Medve díj a legjobb rendezőnek: Michael Winterbottom, Mat Whitecross (Guantanamo)
- Ezüst Medve díj a kiemelkedő művészi teljesítményért: Jürgen Vogel (A szabad akarat)
- Zsűri Nagydíja: Szappanopera (Pernille Fischer Christensen)
- Ezüst Medve díj a legjobb filmzenének: Yi sa bui lai (Peter Kam)
- Alfred Bauer-díj: Rodrigo Moreno (Az árnyék)
- Tiszteletbeli Arany Medve
  - Andrzej Wajda
  - Ian McKellen
- Arany Medve a legjobb rövidfilmnek
  - Aldrig som första gången! (Jonas Odell)
  - Tiszteletbeli említés: Maryam Keshavarz (El día que morí)
- Berlinale Kamera
  - Michael Ballhaus
  - Jürgen Böttcher
  - Laurence Kardish
  - Peter B. Schumann
  - Hans Helmut Prinzler
- Legjobb elsőfilmes
  - Szappanopera (Pernille Fischer Christensen - rendező, Lars Bredo Rahbek - producer)
- Panorama Publikumspreis, a Közönség-díj
  - Tomer Heymann (Paper Dolls)
  - Rövidfilm: Talya Lavie (A félelmek iskolája)
- Kristály Medve a legjobb gyermekek részére készített filmnek
  - Legjobb rövidfilm: Cameron B. Alyasin (Aldrig en absolution)
    - Tiszteletbeli említés: Irina Boiko (O kleftis)

  - Legjobb egész estés film: Niels Arden Oplev (Győzni fogunk
    - Tiszteletbeli említés: Auraeus Solito (Feslő bimbó - Maxi legszebb évei)

  - 14plus: Legjobb egész estés film: Henry Meyer (Fyra veckor i juni)
    - Tiszteletbeli említés: Claude Gagnon (Kamataki)
- A Német Gyermekalap nagydíja
  - Feslő bimbó - Maxi legszebb évei (Auraeus Solito)
  - Különdíj: A Fish with a Smile (C. Jay Shih)
  - Tiszteletbeli említés:
    - Legjobb rövidfilm: Vika (Tsivia Barkai)
    - Legjobb egész estés film: Vagyok (Dorota Kędzierzawska)
- Teddy-díj
  - Legjobb rövidfilm: El día que morí (Maryam Keshavarz)
  - Legjobb dokumentumfilm: Túl a gyűlöleten (Olivier Meyrou)
  - Legjobb egész estés film: Feslő bimbó - Maxi legszebb évei (Auraeus Solito)
  - A zsűri díja: Patrick Carpentier (Combat)
- FIPRESCI-díj
  - Competition: Requiem egy lányért (Hans-Christian Schmid)
  - Forum of New Cinema: So Yong Kim (In Between Days)
  - Panorama: Kőkemény (Detlev Buck)
- Az ökomenikus zsűri díja
  - Competition: Szerelmem, Szarajevó (Jasmila Žbanić)
  - Forum of New Cinema: Conversations on a Sunday Afternoon (Khalo Matabane)
  - Panorama: A végrehajtó (Feliks Falk)
- C.I.C.A.E.-díj
  - Forum of New Cinema: Otthonhoz közel (Dalia Hager)
  - Panorama: Zhang Yuan (Kis vörös virágok)
- Netpac-díj
  - Dear Pyongyang (Yong-hi Yang)
- Prix UIP Berlin
  - El cerco (Ricardo Íscar)
- Label Europa Cinemas
  - Detlev Buck (Kőkemény)
- Caligari Filmdíj
  - Ben Hopkins (37 Uses for a Dead Sheep)
- DIALOGUE en Perspective
  - Bülent Akinci (Der Lebensversicherer)
  - Tiszteletbeli említés: Florian Gaag (Graffiti fiúk)
- A hét filmes tehetsége
  - Phillip Van (High Maintenance)
- Berlin Today Award
  - Anna Azevedo (BerlinBall)
- Zeneszerzői verseny
  - Alasdair Reid
- Manfred Salzgeber-díj
  - Tomer Heymann (Paper Dolls)
- DAAD rövidefilmes díj
  - Rony Sasson (Swanettes)
- Béke filmdíj
  - Jasmila Žbanić (Szerelmem, Szarajevó)
- Amnesty Nemzetközi Filmdíj
  - Masoud Arif Salih (Û nergiz biskivîn)
- Wolfgang Staudte-díj
  - Tizza Covi (Babooska)
- A Német Művészmozik Céhének díja
- Matthias Glasner (A szabad akarat)
- Femina-filmdíj
  - Yasmin Khalifa (Bye Bye Berlusconi!)
- A "Berliner Morgenpost" olvasói díja
  - Robert Altman (Az utolsó adás)
- A "Berliner Zeitung" olvasói díja
  - Shion Sono (Strange Circus)
- A "Siegessäule" olvasói díja
  - Tomer Heymann (Paper Dolls)

## Fordítás
- Ez a szócikk részben vagy egészben  a(z)   56th Berlin International Film Festival című angol Wikipédia-szócikk fordításán alapul.  Az eredeti cikk szerkesztőit annak laptörténete sorolja fel. Ez a jelzés csupán a megfogalmazás eredetét és a szerzői jogokat jelzi, nem szolgál a cikkben szereplő információk forrásmegjelöléseként.